# Louis Nicolas Jean Joachim de Cayrol
Louis Nicolas Jean Joachim de Cayrol est un homme politique  et historien français né le 25 juin 1775 à Paris et décédé le 12 septembre 1859 à Compiègne (Oise).

## Biographie
Il nait à Paris le 25 juin 1775 et est baptisé, paroisse Saint-Merry, le lendemain, fils d'Antoine Cayrol, avocat et procureur au Parlement de Paris, et de Henriette Gaultier de La Pommeraye.
Commissaire des guerres sous la Révolution, il est ensuite sous-intendant militaire. Il est député de la Nièvre de 1820 à 1822, siégeant à droite et soutenant les ministères de la Restauration.
Il prend sa retraite d'intendant militaire en 1831.
Il était membre de l'Académie d'Amiens, de la Société d'archéologie de la Somme, de la Société d'émulation d'Abbeville.

### Œuvre
- Essai sur la vie et les ouvrages du P. Daire, 1838, Amiens, Caron-Vitet, 81 p.
- Essai historique sur la vie et les ouvrages de Gresset, deux volumes, Amiens et Paris, 1844.

### Distinction
- Chevalier de la Légion d'honneur (1825)[2]

### Mariage et descendance
Il épouse Marie Louise Victoire Lecoint d'Argent, dont :
- Elisabeth Thérèse Louise de Cayrol, (1807-1885), mariée avec Charles Esmangart de Bournonville (1804-1878). dont notamment :
  - Henriette Esmangart de Bournonville, mariée avec Xavier de Bonnault.
- Alexandre Edouard Eugène de Cayrol (1814-1862)

## Sources
- « Louis Nicolas Jean Joachim de Cayrol », dans Adolphe Robert et Gaston Cougny, Dictionnaire des parlementaires français, Edgar Bourloton, 1889-1891 [détail de l’édition]